# Leichtathletik-Weltmeisterschaften 2023/Teilnehmer (Vereinigte Staaten)
| Gelbes Symbol für Goldmedaillen mit stilisierten Olympischen Ringen | Graues Symbol für Silbermedaillen mit stilisierten Olympischen Ringen | Braundes Symbol für Bronzemedaillen mit stilisierten Olympischen Ringen |
| ------------------------------------------------------------------- | --------------------------------------------------------------------- | ----------------------------------------------------------------------- |
| 12                                                                  | 8                                                                     | 9                                                                       |

Der Leichtathletikverband der Vereinigten Staaten von Amerika nahm an den Leichtathletik-Weltmeisterschaften 2023 in Budapest teil. Der Nominierungs-Wettbewerb waren die US-Meisterschaften 2023, 138 Athletinnen und Athleten qualifizierten sich.

## Medaillengewinnerinnen und -gewinner
| Medaille | Athletin | Disziplin                 |
| -------- | --- | ------------------------- |
| Gold     | Ryan Crouser | Kugelstoßen der Männer    |
| Gold     | Rosey Effiong Justin Robinson Alexis Holmes Ryan Willie (Vorlauf)                                                                      | 4 × 400 m Mixed           |
| Gold     | Noah Lyles | 100 m der Männer          |
| Gold     | Grant Holloway | 110 m Hürden der Männer   |
| Gold     | Sha'Carri Richardson | 100 m der Frauen          |
| Gold     | Laulauga Tausaga-Collins | Diskuswurf der Frauen     |
| Gold     | Katie Moon | Stabhochsprung der Frauen |
| Gold     | Noah Lyles | 200 m der Männer          |
| Gold     | Chase Ealey | Kugelstoßen der Frauen    |
| Gold     | Christian Coleman Fred Kerley Brandon Carnes J. T. Smith (Vorlauf)                                                                     | 4 × 100 m der Männer      |
| Gold     | Tamari Davis Twanisha Terry Gabrielle Thomas Sha'Carri Richardson Tamara Clark (Vorlauf) Melissa Jefferson (Vorlauf)                   | 4 × 100 m der Frauen      |
| Gold     | Quincy Hall Vernon Norwood Justin Robinson Rai Benjamin Trevor Bassitt (Vorlauf) Matthew Boling (Vorlauf) Christopher Bailey (Vorlauf) | 4 × 400 m der Männer      |
| Silber   | Anna Hall | Siebenkampf der Frauen    |
| Silber   | Tara Davis-Woodhall | Weitsprung der Frauen     |
| Silber   | Valarie Allman | Diskuswurf der Frauen     |
| Silber   | JuVaughn Harrison | Hochsprung der Männer     |
| Silber   | Janee' Kassanavoid | Hammerwurf der Frauen     |
| Silber   | Shamier Little | 400 m Hürden der Frauen   |
| Silber   | Gabrielle Thomas | 200 m der Frauen          |
| Silber   | Erriyon Knighton | 200 m der Männer          |
| Bronze   | Joe Kovacs | Kugelstoßen der Männer    |
| Bronze   | Daniel Roberts | 110 m Hürden der Männer   |
| Bronze   | Rai Benjamin | 400 m Hürden der Männer   |
| Bronze   | DeAnna Price | Hammerwurf der Frauen     |
| Bronze   | Keni Harrison | 100 m Hürden der Frauen   |
| Bronze   | Quincy Hall | 400 m der Männer          |
| Bronze   | Sha'Carri Richardson | 200 m der Frauen          |
| Bronze   | Chris Nilsen | Stabhochsprung der Männer |
| Bronze   | Athing Mu | 800 m der Frauen          |

## Ergebnisse

### Männer

#### Laufdisziplinen
| Athlet             | Disziplin    | Vorlauf        | Vorlauf | Halbfinale        | Halbfinale | Finale         | Finale |
| Athlet             | Disziplin    | Zeit           | Platz   | Zeit              | Platz      | Zeit           | Platz  |
| ------------------ | ------------ | -------------- | ------- | ----------------- | ---------- | -------------- | ------ |
| Cravont Charleston | 100 m        | 10,18s         | 25      | DNQ               | DNQ        | DNQ            | DNQ    |
| Christian Coleman  | 100 m        | 9,98s (−0,1s)  | 05      | 9,88s SB          | 02         | 9,92s          | 05     |
| Fred Kerley        | 100 m        | 9,99s          | 06      | 10,02s (−0,3s)    | 09         | DNQ            | DNQ    |
| Noah Lyles         | 100 m        | 9,95s (−0,6s)  | 02      | 9,87s (+0,3s) SB  | 01         | 9,83s WL       | 1      |
| Kenny Bednarek     | 200 m        | 20,01s (−0,1s) | 02      | 19,96s            | 02         | 20,07s (−0,2s) | 05     |
| Erriyon Knighton   | 200 m        | 20,17s (−0,5s) | 08      | 19,98s (−0,4s)    | 04         | 19,75s (−0,2s) | 2      |
| Courtney Lindsey   | 200 m        | 20,39s (−0,2s) | 16      | 20,22s            | 09         | DNQ            | DNQ    |
| Noah Lyles         | 200 m        | 20,05s (−0,1s) | 03      | 19,76 (−0,1s)     | 01         | 19,52s (−0,2s) | 1      |
| Bryce Deadmon      | 400 m        | 46,20s         | 38      | DNQ               | DNQ        | DNQ            | DNQ    |
| Quincy Hall        | 400 m        | 44,86s         | 11      | 44,43s            | 04         | 44,37s PB      | 3      |
| Vernon Norwood     | 400 m        | 44,87s         | 12      | 44,26s PB         | 03         | 44,39s         | 04     |
| Isaiah Harris      | 800 m        | 1:48,00        | 44      | DNQ               | DNQ        | DNQ            | DNQ    |
| Bryce Hoppel       | 800 m        | 1:45,56        | 13      | 1:44,04           | 05         | 1:46,02        | 07     |
| Clayton Murphy     | 800 m        | 1:47,06        | 34      | DNQ               | DNQ        | DNQ            | DNQ    |
| Cole Hocker        | 1500 m       | 3:34,43        | 12      | 3:35,23           | 15         | 3:30.70 PB     | 07     |
| Yared Nuguse       | 1500 m       | 3:34,16        | 04      | 3:32,69           | 01         | 3:30,25        | 05     |
| Joe Waskom         | 1500 m       | 3:47,26        | 50      | DNQ               | DNQ        | DNQ            | DNQ    |
| Paul Chelimo       | 5000 m       | 13:36,51       | 18      | —                 | —          | 13:30,88       | 15     |
| Sean McGorty       | 5000 m       | 13:40,28       | 28      | —                 | —          | DNQ            | DNQ    |
| Abdihamid Nur      | 5000 m       | 13:36,37       | 16      | —                 | —          | 13:23,90       | 12     |
| Woody Kincaid      | 10000 m      | —              | —       | —                 | —          | 28:08,71       | 11     |
| Joe Klecker        | 10000 m      | —              | —       | —                 | —          | 29:03,41       | 20     |
| Sean McGorty       | 10000 m      | —              | —       | —                 | —          | 28:27,54       | 16     |
| Elkanah Kibet      | Marathon     | —              | —       | —                 | —          | DNF            | DNF    |
| Nico Montanez      | Marathon     | —              | —       | —                 | —          | 2:24:58 SB     | 55     |
| Zach Panning       | Marathon     | —              | —       | —                 | —          | 2:11:21 SB     | 13     |
| Freddie Crittenden | 110 m Hürden | 13,40s         | 15      | 13,17s (−0,1s) SB | 04         | 13,16s SB      | 04     |
| Grant Holloway     | 110 m Hürden | 13,18s (−0,6s) | 01      | 13,02s (−0,2s)    | 01         | 12,96s SB      | 1      |